# Mary Lasker
Mary Woodard Lasker (Wisconsin, Estados Unidos, 30 de noviembre de 1900- Connecticut, Estados Unidos, 21 de febrero de 1994) fue una activista de salud y filántropa estadounidense. Trabajó para recaudar fondos para la investigación médica y fundó la Fundación Lasker. Fue esposa del publicista Albert Lasker.

## Biografía

### Primeros años
Lasker nació en Watertown, Wisconsin, hija de Sara Johnson Woodard y Frank Elwin Woodard. Lasker asistió a la Universidad de Wisconsin, Madison y se graduó del Radcliffe College con una especialización en Historia del Arte. Mientras Lasker crecía, su madre, una líder cívica activa, infundió en Lasker los valores del embellecimiento urbano.
Lasker trabajó como comerciante de arte en Reinhardt Galleries en la ciudad de Nueva York. Se casó con el dueño Paul Reinhardt. Después de divorciarse, creó una compañía de telas, Hollywood Patterns.

### Defensora de la salud
En 1938 se convirtió en presidenta de la Federación de Control de Natalidad de América, precursora de la Federación Planned Parenthood.
Su segundo matrimonio fue con el ejecutivo de publicidad Albert Lasker quien fue presidente de Lord y Thomas, hasta su muerte a principios de la década de 1950 de cáncer de colon. Irónicamente, la agencia de publicidad de su esposo había promovido fumar con el lema "L.S.M.F.T.- Lucky Strike Means Fine Tobacco" cuando los peligros de fumar no eran bien conocidos. De hecho, el cargo especial de Albert en su empresa era conseguir que más mujeres fumen, ya que estaban muy por detrás de los hombres como fumadores.
Los Laskers apoyaron la propuesta de seguro de salud nacional bajo el presidente Harry S. Truman. Después de su fracaso, Mary Lasker vio la financiación de la investigación como la mejor manera de promover la salud pública. 
Con su esposo, crearon la Fundación Lasker en 1942 para promover la investigación médica. El Premio Lasker es considerado el premio estadounidense más prestigioso en investigación médica. A partir de 2015, ochenta y siete galardonados con el premio Lasker han recibido un Premio Nobel.
Juntos, fueron los primeros en aplicar el poder de la publicidad y promoción modernas para combatir el cáncer. Se unieron a la Sociedad Estadounidense para el Control del Cáncer, que en ese momento tenía sueño e ineficacia y la transformaron en la Sociedad Estadounidense del Cáncer. Los Laskers expulsaron a la junta directiva. Luego, recaudaron cantidades récord de dinero y dirigieron gran parte de él a la investigación. La Sociedad Estadounidense del Cáncer también luchó contra el cáncer de pulmón a través de la prevención a través de campañas contra el tabaquismo. Utilizando las disposiciones de TV para el mismo tiempo, pudieron contrarrestar la publicidad de cigarrillos con su propio mensaje.
En 1970, el Congreso aprobó una ley que prohíbe la publicidad de cigarrillos en la televisión, por lo que los comerciales antitabaco también salieron del aire.
Tras la muerte de su esposo, fundó el Comité Nacional de Educación para la Salud. 
Ella desempeñó un papel importante en la promoción y expansión de los Institutos Nacionales de Salud, ayudando a su presupuesto a expandirse en un factor de 2.000 veces de $2.4 millones en 1945 a $5.5 mil millones en 1985.
Lasker destacó al presionar a Eleanor Roosevelt para respaldar los esfuerzos de Lyndon Johnson para convertirse en la candidata demócrata de 1960. Lady Bird Johnson escribió sobre Lasker en numerosas ocasiones en su libro A White House Diary (Un diario de la Casa Blanca), calificando su casa de "encantadora .... como un escenario para joyas" y agradeciéndole por los obsequios de bulbos de narcisos para las vías verdes a lo largo del río Potomac y por miles de arbustos de azaleas, cornejo florido y otras plantas para poner a lo largo de la Av. Pensilvania. 
Lasker también fue instrumental para lograr que el gobierno de los Estados Unidos financiara la Guerra contra el Cáncer en 1971.

### Miembro de la Junta de Braniff Airways
El 15 de septiembre de 1971, la Sra. Lasker fue elegida miembro de la Junta Directiva de Braniff Airways, Incorporated. Se convirtió en la segunda mujer miembro de la junta de Braniff después de la esposa del cofundador de Braniff, Thomas Elmer Braniff, Bess Clark Braniff, quien fue elegida para la junta después de la prematura muerte de su esposo en enero de 1954. El nombramiento de Mary Lasker para la junta de Braniff fue raro y se unió a un grupo muy pequeño de mujeres que eran directoras de grandes corporaciones estadounidenses.

## Premios y reconocimientos
Mary Lasker recibió la Medalla Presidencial de la Libertad en 1969, el Premio de las Cuatro Libertades en 1987 y la Medalla de Oro del Congreso de EE. UU. en 1989. El Premio Mary Woodard Lasker por Servicio Público fue renombrado en su honor en 2000. El 14 de mayo de 2009, el Servicio Postal de los Estados Unidos honró a Lasker con la emisión de un sello de 78 centavos de valor nominal, diseñado por Mark Summers. El sello fue lanzado, en parte, como reconocimiento de un renovado compromiso del gobierno de los Estados Unidos para financiar la investigación biomédica. El 15 de mayo de 2009 se llevó a cabo una ceremonia de liberación en la ciudad natal de Lasker.

## Organizaciones
- Federación de Control de la Natalidad de América
- Planned Parenthood
- Comité Nacional de Higiene Mental
- Fundación Lasker
- Fundación Nacional de Educación para la Salud
- Institutos Nacionales de Salud
- Sociedad Americana del Cáncer
- Investigación para Prevenir la Ceguera
- Instituto de Investigación del Cáncer
- Fundación Unida de Investigación y Educación sobre Parálisis Cerebral
- Museo de Arte Moderno
- Asociación Americana del Corazón